# 大学院進学予備校一覧
大学院進学予備校一覧（だいがくいんしんがくよびこういちらん）は、大学院進学への進学用の予備校一覧。
受講形態は通学や通信教育など、さまざまである。ロースクールや経営学修士（MBAスクール）などのプロフェッショナルスクール進学、編入学、社会人入試、転部などの試験対策等の指導なども行っている。

## おもな大学院予備校
- 志樹舎 - （東京都品川区）大学院入試専門オンライン予備校
- インターネット大学院予備校 院試塾
- 経済塾EMS（東京学術） - 経済学系大学院の受験指導
- 河合塾KALS
- 京コムニタス - 臨床心理士指定大学院受験、看護医療系大学への編入学
- Z会キャリアアップコース
- 大学進学センター
- 東大創秀会
- 日本編入学院
- 東京看護医学教育学院  - 看護学校から大学院入試、資格まで
- グラデュエイト進学塾
- 東京大学院予備校 - （東京都台東区）大学院、編入、社会人入試対策講座 心理学、医学看護、法学進学に対応。通信指導講座も
- 四谷ゼミナール - （東京都新宿区）大検、大学編入、大学院受験等の指導
- 四谷学院
- 昴教育研究所・昴言語文化研究所 - （東京都渋谷区）大学院入試対策・研究者養成講座（英・仏・独語講座、論述対策講座、文献精読ゼミなど）
- 青山IGC学院 - （東京都渋谷区）大学院入試、社会人入試の対策指導
- 中央ゼミナール（東京都杉並区）大学院入試のほか、大学編入学・転部、社会人入試、留学生特別選抜等も対応している。
- 院予備（大学院予備校）- 大学院受験・大学編入学・社会人入試の専門予備校
- フリーランス（大学院予備校)
- Seepa臨床心理士指定大学院受験講座
- 臨床アカデミー 心理学ゼミ&臨床スクール - 臨床心理士指定大学院予備校、心理カウンセラー養成教室も
- ファイブアカデミー - 臨床心理士指定大学院進学専門予備校
- 臨床心理士指定大学院受験通信講座 - （東京都豊島区）臨床心理士指定大学院受験の通信講座を実施している
- トーエイ学院/トーエイアカデミー - （東京都千代田区）臨床心理士指定大学院受験予備校
- ヘルメス論文ゼミ
- 進研アカデミー グラデュエート大学部
- 学校法人大原学園首都圏大原グループ
- 心理系大学院受験対策塾プロロゴス(愛知県名古屋市）臨床心理士指定大学院予備校、社会科学系大学院受験の個別指導も実施
- ECC編入学院
- 小川ゼミ（愛知県名古屋市）
- ユニゾン英語学院
- 塾芳春庵
- 斉木学園
- 院試塾
- 猫猫塾
- VOCABOW
- サイコロジカル・コーチング・スクール Ｃ４
- ウインドミル・エデュケイションズ株式会社
- 清光編入学院
- FITカレッジ
- Willカレッジ
- 代ゼミ個別指導スクール
- デルタプラス
- ACT英語学校 戸部平沼橋教室
- 国内MBA受験専門予備校Axel Education
- 洋々
- 中央ゼミナール京都
- IPSA臨床心理士大学院予備校
- パパッと小論文
- 臨床心理士指定大学院予備校WEB
- 理系総合塾プリンキピア
- Doors
- KOSSUN教育ラボ
- 東大蛍雪会
- 英学院
- 行知学園
- 大学院進学予備校Gram
- 零和塾（情報・機械・電気専門　大学院進学）

## 法科大学院入試について
法科大学院の既習者コースに入学するには、司法試験と同様に法律科目（憲法・民法・刑法・刑事訴訟法・民事訴訟法・商法・行政法）の論文式試験が課されるところ、司法試験予備校が法科大学院入試予備校を兼ねている。
- 伊藤塾
- 辰巳法律研究所
- LEC東京リーガルマインド
- Wセミナー
- アガルートアカデミー
- スクール東京